# Придурки из Хаззарда (фильм)
«Придурки из Хаззарда» (англ. The Dukes of Hazzard) — американская кинокомедия 2005-го года, базирующаяся на одноимённом телесериале.

## Сюжет
Непутёвые кузены Бо (Шон Уильям Скотт) и Люк (Джонни Ноксвилл) Дьюки развозят самогон своего дяди Джесси (Вилли Нельсон) на Charger’е 69-го года который Бо (Шон Уильям Скотт) назвал «Генерал Ли». Жизнь семейства, в которое входит и красавица-кузина Дейзи (Джессика Симпсон), меняется, когда их ранчо собирается прибрать к рукам местный магнат Хогг (Бёрт Рейнольдс). Помешанный на своей машине Бо и падкий на девушек Люк наводят шороху в Хаззарде.

## В ролях
| Актёр             | Роль                       |
| ----------------- | -------------------------- |
| Шон Уильям Скотт  | Бо Дьюк                    |
| Джонни Ноксвилл   | Люк Дьюк                   |
| Вилли Нельсон     | дядя Джесси                |
| Джессика Симпсон  | Дейзи                      |
| Бёрт Рейнольдс    | Джефферсон Дэвис Хогг      |
| Майк Коннор Гейни | шериф Роско П. Колтрейн    |
| Линда Картер      | Паулина                    |
| Дэвид Кокнер      | Кутер Дейвенпорт           |
| Барри Корбин      | Билл Пуллман               |
| Рип Тейлор        | в роли самого себя (камео) |

## Съёмки фильма
Большинство сцен фильма снимали вблизи Клинтона, штат Луизиана. Уличные сцены в Атланте снимали в центральном деловом районе Нового Орлеана. Сцены в университете и в университетском городке — в Университете штата Луизиана.